# Inès de La Fressange
Inès (Marie Lætitia Églantine Isabelle) de Seignard de la Fressange, més coneguda com a Inès de la Fressange, nascuda l'11 d'agost de 1957 a Gassin (França), és una model francesa dels anys 1980, musa de la marca Chanel, dissenyadora de moda, dissenyadora de joies i perfumeria, empresària i periodista de moda de la revista Marie-Claire.

## Biografia
El seu pare, el francès André de Seignard, Marquès de la Fressange (nascut el 1932) fill de Paul de Seignard, Marquès de la Fressange, i de Simone Lazard, era un corredor de borsa, i la seva mare, Cecilia Sánchez Cirez, era una model argentina nascuda a la ciutat de Còrdova. Inès es va criar en una mansió del segle xviii als afores de París amb tres germans. La seva àvia era Simone Jacquinot, hereva de la fortuna bancària de Lazard.
Va començar a treballar com a model a la primerenca edat de 15 anys. Mentre estudiava història de l'art a l'Escola del Louvre, va decidir provar sort com a model amb l'objectiu d'aconseguir una mica de diners. La seva consagració va arribar tres anys després quan el fotògraf Paolo Roversi la va retratar per a la revista Elle francesa. Al cap de poc temps, el dissenyador alemany Karl Lagerfeld li va oferir l'oportunitat de ser imatge exclusiva de la marca francesa de moda Chanel, convertint-se el 1980 en la primera model a signar un contracte exclusiu amb aquesta casa d'alta costura i aconseguint fama internacional.
La relació entre Lagerfeld i la model va sofrir una crisi el 1989 suposadament arran del desacord del modista al fet que la model prestés la seva imatge per a un bust de Marianne. Lagerfeld segons es diu va condemnar la seva decisió, dient que Marianne que era l'encarnació "de tot el que és avorrit, burgès, i provincià" i que ell no disfressaria monuments històrics.
El 1991, crea la seva pròpia marca,"Inès de la Fressange" i la seva pròpia boutique de prêt-à-porter, i diversos articles i fragàncies en el 12 de l'Avenue Montaigne (ubicació on vivia el seu avi) en el districte VIII de París, en associació financera amb el grup de luxe Orcofi. El seu èxit va ser immediat, especialment a França, Estats Units i Japó.
El desembre de 1999, a causa d'una dilució del capital, va ser acomiadada de la seva pròpia empresa, de la qual no era accionista majoritària. La demandant pretén recuperar els drets d'ús del seu cognom, nom i imatge però, després de cinc anys de llarga batalla judicial, el Tribunal de Cassació, que va censurar una sentència del Tribunal d'Apel·lació de París de 15 de desembre de 2004, la va declarar inadmissible en el seu recurs.
Posteriorment és consultora per a Jean-Paul Gaultier, presentant una creació per Gaultier per a la primavera/estiu de 2009 per a la col·lecció d'alta costura a París durant la Setmana de Costura, i desfila sobre la passarel·la per Gaultier durant l'esdeveniment, a l'edat de 51 anys.
En 2002 es va convertir en ambaixadora de la marca Roger Vivier.
Des de 2009, viu en parella amb l'empresari francès Denis Olivennes.
La Fressange no sol fer de model però en el 2010 va tornar a desfilar per Chanel 20 anys després i va publicar "La Parisienne", una guia d'estil en la qual va explicar els seus "secrets de bellesa".
En el 2013 recuperar l'ús de la seva marca, que és el seu nom, 14 anys després de la seva retirada i assumeix la direcció artística de la seva marca.
En 2014 dissenya una col·lecció càpsula per a la cadena de moda Uniqlo i protagonitza la portada del nombre de desembre de Vogue París.

## Vida personal
Als 33 anys, el 9 de juny de 1990, va contreure matrimoni amb Luigi d'Urso un empresari i marxant d'art italià que va morir el 2006 amb 52 anys. Fruit d'aquest matrimoni va tenir dues filles: Nine Marie d'Urso (nascuda el 27 de febrer de 1994 i la padrina del qual és la princesa Carolina de Mònaco) i Violette Marie d'Urso (nascuda el 6 d'agost de 1999).